# اچ‌ام‌اس آخرون (۱۸۳۸)
اچ‌ام‌اس آخرون (۱۸۳۸) (به انگلیسی: HMS Acheron (1838)) یک کشتی بود که طول آن ۱۵۰ فوت ۰ اینچ (۴۵٫۷ متر) بود. این کشتی در سال ۱۸۳۸ ساخته شد.